# 大分市立野津原西部小学校
大分市立野津原西部小学校（おおいたしりつ のつはるせいぶしょうがっこう）は、かつて大分県大分市にあった公立小学校である。

## 概要
大分市の南西部に位置する野津原地区（旧野津原町）において、地理的には東部に位置する中心市街地にある小学校である。
本校、大分市立野津原中部小学校及び大分市立野津原西部小学校を統合し、本校の校地に2018年（平成30年）4月1日に統合校の大分市立野津原小学校が開設されるため、同年3月に閉校した。本校の卒業生の総数は9,043人である。

## 沿革
- 1876年（明治7年）2月 - 大字野津原字上馬場に野津原学校創立[5]。
- 1889年（明治22年）4月 - 野津原尋常小学校に改称。
- 1897年（明治30年）4月 - お茶屋跡に校舎を新築。
- 1924年（大正13年）3月14日 - 2階校舎増築落成。
- 1934年（昭和9年）3月10日 - 木造本館及び付属建物新築落成。同時に旧校舎を講堂に改築。
- 1941年（昭和16年）2月23日 - 野津原国民学校に改称。
- 1947年（昭和22年）3月29日 - 野津原村野津原東部小学校に改称。
- 1955年（昭和30年）3月31日 - 町村合併に伴い野津原村立東部小学校に改称。
- 1959年（昭和34年）2月1日 - 町制施行に伴い野津原町立東部小学校に改称。
- 1959年（昭和34年） - 校歌制定。
- 1973年（昭和48年）2月15日 - 鉄筋コンクリート構造3階建て新校舎落成。
- 1977年（昭和52年）1月20日 - 増築（4教室）落成。
- 1979年（昭和54年）4月10日 - 増築（2教室）落成。
- 1994年（平成6年）7月20日 - 体育館落成式。
- 2005年（平成17年）1月1日 - 野津原町の大分市編入に伴い大分市立野津原東部小学校に改称。
- 2018年（平成30年）3月25日 - 閉校式挙行[1][4]。
- 2018年（平成30年）3月31日 - 閉校[1]。

## 通学区域
- 大字入蔵（入蔵、吉熊）、大字辻原、大字野津原、大字福宗（福宗二の本福宗を除く）、大字廻栖野[6]
全域が大分市立野津原中学校の通学区域であった。